# A Brother's Sacrifice (film 1917)
A Brother's Sacrifice è un cortometraggio muto del 1917 diretto da Francis J. Grandon. Prodotto dalla Selig Polyscope Company e sceneggiato da C. Chester Wesley, il film aveva come interpreti Charles Wheelock, Lillian Hayward, Lafayette McKee, Edith Johnson.

## Produzione
Il film fu prodotto dalla Selig Polyscope Company.

## Distribuzione
Distribuito dalla General Film Company, il film - un cortometraggio in una bobina - uscì nelle sale cinematografiche statunitensi il 24 febbraio 1917.